# Neomariania oecophorella
Neomariania oecophorella is een vlinder uit de familie Stathmopodidae. De wetenschappelijke naam is voor het eerst geldig gepubliceerd in 1940 door Rebel.
De soort komt voor in Europa.
1. ↑  (en) Neomariania oecophorella op de IUCN Red List of Threatened Species.